# Rayonismus
Rayonismus (frz.; rayon: Lichtstrahl) ist eine Stilrichtung der Malerei der Russischen Avantgarde.

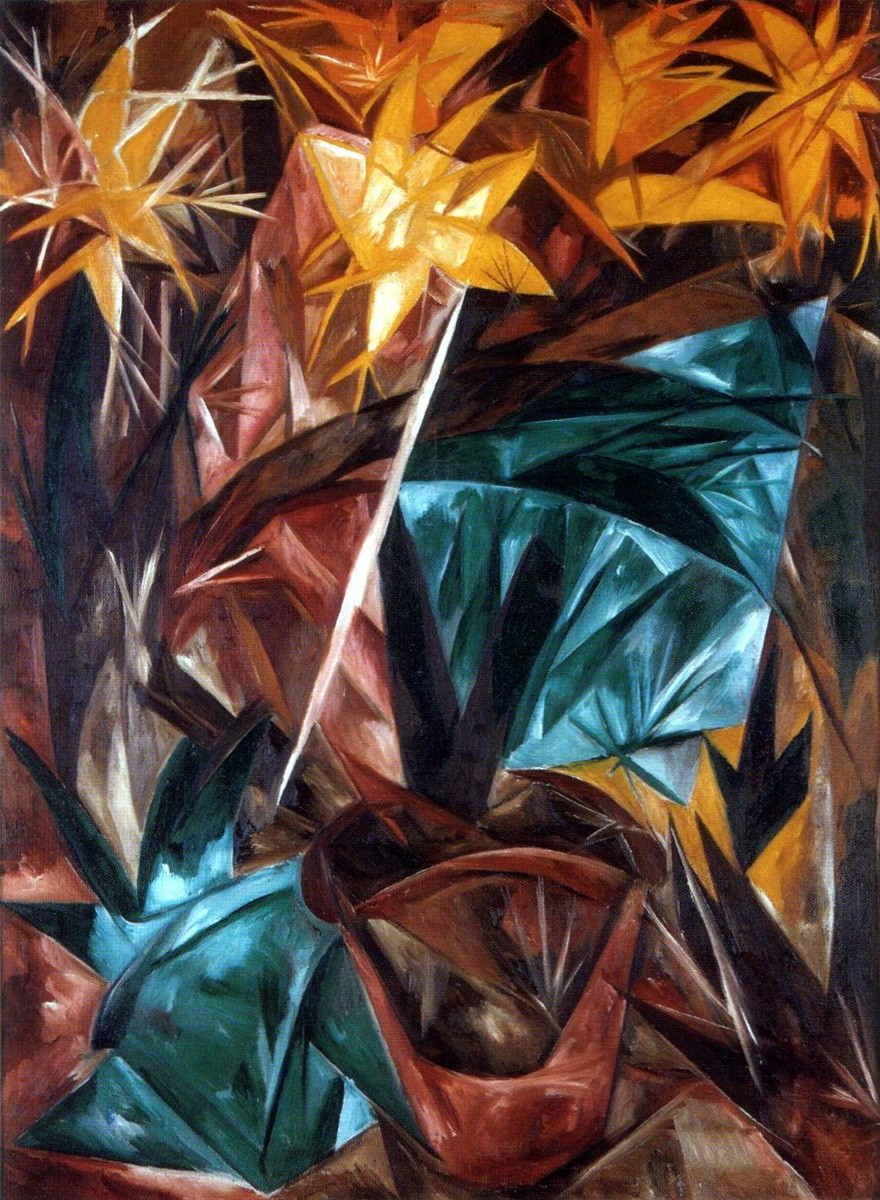
Natalija Gontscharowa: Rayonistische Lilien, 1913, Staatliche Kunstgalerie, Perm

Der Rayonismus (oder seltener: Rayonnismus) geht im Wesentlichen auf den russischen Künstler Michail Fjodorowitsch Larionow zurück. Er veröffentlichte, beeinflusst durch das futuristische Manifest (1909) des italienischen Theoretikers Marinetti, 1913 das „Manifest des Rayonismus“. In diesem verlangte er in Analogie zur Speziellen Relativitätstheorie Albert Einsteins die Darstellung der vierten Dimension, des Lichtes. Des Weiteren war der Kubismus für die Entwicklung des Rayonismus bedeutsam. Larionow experimentierte von 1910 bis 1914 mit Lichtbündeln und zerlegte Objekte in Farbstrahl-Kompositionen, um damit Energie darzustellen und ein Gefühl für die vierte Dimension zu entwickeln. Gemeinsam mit Natalija Gontscharowa, seiner Lebensgefährtin und späteren Ehefrau, malte er Bilder, indem er Gegenstände in abstrakte Strahlendiagramme verwandelte. 
Die Rayonisten werden auch „Lutschisten“ genannt, von russisch lutsch (Strahl). Die Anordnung aller Bildelemente in parallel verlaufende, sich überschneidende strahlenartige Farbfelder, die sich facettenartig wie Lichtbündel aufsplittern, erhielt den Namen „Luminarismus“.
Das Konzept des Rayonismus setzten die beiden Künstler auch für Bühnendekorationen der Pariser Theater um, bei denen bewegtes Licht zum Einsatz kam.

## Liste von Künstlern des Rayonismus
- Natalija Gontscharowa (1881–1962), russische Malerin
- Michail Larionow (1881–1964), russischer Maler
- David Burliuk (1882–1967), russisch-amerikanischer Maler
- Wladimir Burliuk (1886–1917), russisch-ukrainischer Maler, Bruder des Vorgenannten
- Michail Le-Dantju (1891–1917)